# Rhipidia (Rhipidia) peratripes
Rhipidia (Rhipidia) peratripes is een tweevleugelige uit de familie steltmuggen (Limoniidae). De soort komt voor in het Oriëntaals gebied.